# 犬と猫/ここにいる
「犬と猫/ここにいる」は、1997年1月22日に発売された中村一義のデビューシングル。

## 概要
- 中村一義のデビュー曲。
- オリコン最高順位は79位。1997年度年間564位。

## 収録曲
全曲作詞・作曲・編曲：中村一義
- 犬と猫
  - 『スペースシャワーTV』1997年度1月期 POWER PUSH曲。
- ここにいる
- ホッパーとポッパー
  - リリースの2年前に4チャンネルのハードディスク・レコーダーを使用し自宅で録音された、『犬と猫』のデモ・トラック。一部の歌詞も異なっている。